# Tyrrell 025
Тиррелл 025 (англ. Tyrrell 025) — спортивный автомобиль, разработанный конструктором Харви Постлуэйтом для команды Tyrrell. В сезоне 1997 года на болидом управляли Мика Сало, который проводил в команде третий сезон, и Йос Ферстаппен, который в начале года перешёл из команды Footwork.

## История
Модель Tyrrell 025 была следствием модернизации модели предыдущего года Tyrrell 024. Tyrrell 025 был оснащен двигателем Ford V8 вместо Yamaha V10 на Tyrrell 024.
При разработки модели был предложен ряд технических инноваций. Например, для увеличения прижимной силы использовались два дополнительных антикрыла, размещенные по бокам кокпита. Подобное новшество было запрещено в сезоне 1998 года.
Чтобы выделить пилотов использовались различные цвета болидов. Так для Ферстаппена использовался жёлтый цвет, а для Сало — темно-оранжевый.
Сезон 1997 года стал сезоном больших разочарований для команды. Ходовая часть была хорошо сбалансированной, пилоты быстры и стратегия была хорошая, но повышение конкурентоспособности в этом виде спорта, привело к тому, что в основном болиды Tyrrell на протяжении большей части сезона могли бороться только с машинами Minardi, также оборудованными двигателями V8. Автомобили команды были зачастую быстрее, чем в сезоне 1996 года, но находились дальше на стартовой решетке и в гонке.
В Кубке Конструкторов команда финишировала десятой, заработав два очка.
Мика Сало завоевал в Гран-при Монако 1997 года 2 очка, финишировав пятым, несмотря на повреждение переднего антикрыла. Эти очки, заработанные Микой, стали для команды Tyrrell стали последними в истории, так как в сезоне 1998 года пилоты команды не заработали ни одного очка, а команда была продана Б. А. Р. (англ. British American Racing).

## Результаты выступлений в гонках
| Год  | Команда      | Двигатель                      | Шины | Пилоты     | 1    | 2   | 3    | 4   | 5   | 6    | 7    | 8    | 9    | 10   | 11   | 12   | 13   | 14   | 15   | 16   | 17  | Место | Очки |
| ---- | ------------ | ------------------------------ | ---- | ---------- | ---- | --- | ---- | --- | --- | ---- | ---- | ---- | ---- | ---- | ---- | ---- | ---- | ---- | ---- | ---- | --- | ----- | ---- |
| 1998 | PIAA Tyrrell | Ford Cosworth ED4 V8 / ED5 V10 | G    |            | АВС  | БРА | АРГ  | САН | МОН | ИСП  | КАН  | ФРА  | ВЕЛ  | ГЕР  | ВЕН  | БЕЛ  | ИТА  | АВТ  | ЛЮК  | ЯПО  | ЕВР | 10    | 2    |
| 1998 | PIAA Tyrrell | Ford Cosworth ED4 V8 / ED5 V10 | G    | Ферстаппен | Сход | 15  | Сход | 10  | 8   | 11   | Сход | Сход | Сход | 10   | Сход | Сход | Сход | 12   | Сход | 13   | 16  | 10    | 2    |
| 1998 | PIAA Tyrrell | Ford Cosworth ED4 V8 / ED5 V10 | G    | Сало       | Сход | 13  | 8    | 9   | 5   | Сход | Сход | Сход | Сход | Сход | 13   | 11   | Сход | Сход | 10   | Сход | 12  | 10    | 2    |